# Chiapaheros grammodes
Chiapaheros grammodes — вид цихлід із Центральною Америки. Зустрічається на Атлантичному схилі Мексики і Гватемали та заході Гватемали в басейні р. Гріхальва. Цей вид є єдиним відомим представником свого роду.